# Municipio de Stonefort
El municipio de Stonefort (en inglés: Stonefort Township) es un municipio ubicado en el condado de Saline en el estado estadounidense de Illinois. En el año 2010 tenía una población de 408 habitantes y una densidad poblacional de 8,87 personas por km².

## Geografía
El municipio de Stonefort se encuentra ubicado en las coordenadas 37°37′7″N 88°39′7″O / 37.61861, -88.65194. Según la Oficina del Censo de los Estados Unidos, el municipio tiene una superficie total de 46.02 km², de la cual 45,5 km² corresponden a tierra firme y (1,13 %) 0,52 km² es agua.

## Demografía
Según el censo de 2010, había 408 personas residiendo en el municipio de Stonefort. La densidad de población era de 8,87 hab./km². De los 408 habitantes, el municipio de Stonefort estaba compuesto por el 98,28 % blancos, el 0,98 % eran afroamericanos y el 0,74 % eran de una mezcla de razas. Del total de la población el 1,47 % eran hispanos o latinos de cualquier raza.